# Cavese 1919 2019-2020
Questa voce raccoglie le informazioni riguardanti la Cavese 1919 nelle competizioni ufficiali della stagione 2019-2020.

## Stagione
La Cavese nella stagione 2019-2020 disputa il girone C del campionato di Serie C, una stagione difficile per la pandemia da Covid-19 che ha colpito il mondo intero, non risparmiando i campionati di calcio. Il girone meridionale di Serie C ha disputato 30 delle 38 giornate in programma, la Cavese ha raccolto 38 punti, 22 punti nel girone di andata e 16 punti nelle 11 partite giocate nel girone di ritorno, mantenendo la categoria. Nelle prime quattro gare senza vittorie è stata allenata da Francesco Moriero, poi fino alla sospensione del torneo da Salvatore Campilongo. Il torneo è stato sospeso a fine marzo, poi in giugno il Consiglio Federale ha omologato i risultati ottenuti fino alla trentesima giornata. Promossa la Reggina, retrocesse Rende, Rieti e Picerno. La Cavese ha partecipato alla Coppa Italia nazionale subito eliminata nel primo turno (3-1) dalla Triestina. Mentre nella Coppa Italia di Serie C la Cavese subito fuori sconfitta (2-1) nei sedicesimi dall'Avellino.

## Divise e sponsor
Lo sponsor tecnico per la stagione 2019-2020 è Givova. Gli sponsor ufficiali sono Bolva Led TV e Ok Pubblicità, successivamente, a stagione in corso viene aggiunto "Europa Frutta De Sio" e Verrengia Centro Radiologico Srl (nel retro sotto la numerazione). 
| Casa | Trasferta |

## Rosa
| N. |                      | Ruolo | Calciatore                 |
| -- | -------------------- | ----- | -------------------------- |
| 1  | Italia (bandiera)    | P     | Matteo Kucich              |
| 2  | Italia (bandiera)    | D     | Vincenzo Polito            |
| 3  | Italia (bandiera)    | D     | Luigi D'Ignazio            |
| 3  | Italia (bandiera)    | D     | Andrea Badan               |
| 4  | Italia (bandiera)    | C     | Marco Castagna             |
| 5  | Italia (bandiera)    | C     | Luca Lulli                 |
| 7  | Italia (bandiera)    | A     | Nunzio Di Roberto          |
| 8  | Italia (bandiera)    | C     | Francesco Favasuli         |
| 9  | Italia (bandiera)    | A     | Badr El Ouazni             |
| 9  | Argentina (bandiera) | A     | Valentino Cernaz           |
| 10 | Italia (bandiera)    | A     | Claudio De Rosa (capitano) |
| 11 | Spagna (bandiera)    | A     | Miguel Ángel Sainz-Maza    |
| 12 | Italia (bandiera)    | P     | Luca Bisogno               |
| 13 | Italia (bandiera)    | D     | Manuel Marzupio            |
| 14 | Italia (bandiera)    | A     | Simone Addessi             |
| 15 | Italia (bandiera)    | D     | Marco Barba                |
| 17 | Italia (bandiera)    | A     | Marco Stranges             |
| 18 | Italia (bandiera)    | A     | Domenico Germinale         |
| 19 | Italia (bandiera)    | D     | Raul Petrosino             |

| N. |                   | Ruolo | Calciatore            |
| -- | ----------------- | ----- | --------------------- |
| 20 | Italia (bandiera) | D     | Gabriele Rocchi       |
| 21 | Italia (bandiera) | C     | Antonio Matera        |
| 22 | Italia (bandiera) | P     | Fabio Rinaldi         |
| 23 | Italia (bandiera) | D     | Claudio Galfano       |
| 24 | Italia (bandiera) | D     | Lino Marzorati        |
| 25 | Italia (bandiera) | D     | Riccardo Spaltro      |
| 26 | Italia (bandiera) | D     | Emmanuele Matino      |
| 27 | Italia (bandiera) | C     | Gianmaria Guadagno    |
| 28 | Italia (bandiera) | A     | Christian Nunziante   |
| 29 | Italia (bandiera) | A     | Massimo Goh           |
| 29 | Italia (bandiera) | A     | Christian Cesaretti   |
| 30 | Italia (bandiera) | C     | Andrea Russotto       |
| 32 | Italia (bandiera) | A     | Ferdinando Sforzini   |
| 33 | Italia (bandiera) | C     | Danilo Bulevardi      |
| 34 | Italia (bandiera) | A     | Salvatore Sandomenico |
| 36 | Italia (bandiera) | P     | Alessandro D'Andrea   |
| 37 | Italia (bandiera) | P     | Alessio Abibi         |
| 38 | Italia (bandiera) | D     | Niccolò Ricchi        |
|    | Italia (bandiera) | A     | Gianluigi Chiacchio   |

## Calciomercato

### Sessione estiva(dall'1/7 al 2/9)
| Acquisti | Acquisti            | Acquisti       | Acquisti      |
| R.       | Nome                | da             | Modalità      |
| -------- | ------------------- | -------------- | ------------- |
| P        | Alessandro D'Andrea | Napoli         | definitivo    |
| P        | Matteo Kucich       | Pisa           | prestito      |
| P        | Fabio Rinaldi       | Sambenedettese | svincolato    |
| D        | Morgan Besana       | Avezzano       | svincolato    |
| D        | Luigi D'Ignazio     | Napoli         | prestito      |
| D        | Claudio Galfano     | Marsala        | svincolato    |
| D        | Lino Marzorati      | Juve Stabia    | definitivo    |
| D        | Manuel Marzupio     | Virtus Bergamo | definitivo    |
| D        | Emmanuele Matino    | Parma          | prestito      |
| D        | Vincenzo Polito     | Gela           | svincolato    |
| D        | Gabriele Rocchi     | Vis Pesaro     | svincolato    |
| D        | Riccardo Spaltro    | SPAL           | prestito      |
| C        | Danilo Bulevardi    |                | svincolato    |
| C        | Gianmaria Guadagno  | Atalanta       | svincolato    |
| C        | Luca Lulli          | Fano           | svincolato    |
| C        | Antonio Matera      | Potenza        | svincolato    |
| C        | Andrea Russotto     | Sambenedettese | svincolato    |
| A        | Simone Addessi      | Turris         | svincolato    |
| A        | Massimo Goh         | Virtus Verona  | svincolato    |
| A        | Badr El Ouazni      | Juve Stabia    | definitivo    |
| A        | Domenico Germinale  | Pordenone      | definitivo    |
| A        | Antonio Santarpia   | Benevento      | definitivo    |
| A        | Ferdinando Sforzini |                | svincolato    |
| A        | Marco Stranges      | Fidelis Andria | svincolato    |
| A        | Luka Vekić          | Krško          | svincolato    |
| A        | Imad Zmimer         | Savoia         | fine prestito |

| Cessioni | Cessioni             | Cessioni             | Cessioni      |
| R.       | Nome                 | a                    | Modalità      |
| -------- | -------------------- | -------------------- | ------------- |
| P        | Alessandro D'Andrea  | Fidelis Andria       | prestito      |
| P        | Giuseppe De Brasi    |                      | svincolato    |
| P        | Alessandro Vono      |                      | svincolato    |
| D        | Loris Bacchetti      | Monopoli             | fine prestito |
| D        | Morgan Besana        |                      | svincolato    |
| D        | Francesco Bruno      | Messina              | svincolato    |
| D        | Marco Ferrara        |                      | svincolato    |
| D        | Lorenzo Filippini    | Lazio                | fine prestito |
| D        | Alessandro Gargiulo  | Bitonto              | definitivo    |
| D        | Damiano Lia          | Juve Stabia          | definitivo    |
| D        | Rosario Licata       | Akragas              | svincolato    |
| D        | Marco Manetta        | Fermana              | svincolato    |
| D        | Rubén Palomeque      |                      | svincolato    |
| D        | Mario Pugliese       | Atalanta             | fine prestito |
| D        | Amedeo Silvestri     | Acireale             | svincolato    |
| C        | Domenico Bettini     | Corigliano           | svincolato    |
| C        | Santo Buda           | Castrovillari        | svincolato    |
| C        | Matteo Eletto        | Benevento            | fine prestito |
| C        | Giuseppe Fella       | Monopoli             | svincolato    |
| C        | Pablo Landri         | Nocerina             | svincolato    |
| C        | Gaetano Logoluso     |                      | svincolato    |
| C        | Andrea Migliorini    | Lecco                | svincolato    |
| C        | Gioele Mincione      | Nocerina             | svincolato    |
| C        | Giorgio Tumaberello  | Vibonese             | definitivo    |
| A        | Vincenzo Agate       | Agropoli             | svincolato    |
| A        | Daniele Dibari       | Marina di Ragusa     | prestito      |
| A        | Kayro Flores Heatley | Arzignano Valchiampo | svincolato    |
| A        | Cosimo La Ferrara    |                      | svincolato    |
| A        | Andrea Magrassi      | Virtus Entella       | fine prestito |
| A        | Tyrone Ofori         |                      | svincolato    |
| A        | Marco Rosafio        | Cittadella           | svincolato    |
| A        | Antonio Santarpia    | Vis Artena           | prestito      |
| A        | Jacopo Sciamanna     | Monterosi Tuscia     | svincolato    |
| A        | Ferdinando Sforzini  |                      | svincolato    |

### Operazioni tra le due sessioni
| Acquisti | Acquisti              | Acquisti | Acquisti   |
| R.       | Nome                  | da       | Modalità   |
| -------- | --------------------- | -------- | ---------- |
| A        | Salvatore Sandomenico |          | svincolato |

| Cessioni | Cessioni       | Cessioni       | Cessioni   |
| R.       | Nome           | a              | Modalità   |
| -------- | -------------- | -------------- | ---------- |
| P        | Fabio Rinaldi  |                | svincolato |
| D        | Ivan Ziroli    | Agropoli       | svincolato |
| A        | Massimo Goh    |                | svincolato |
| A        | Marco Stranges | Fidelis Andria | svincolato |

### Sessione invernale(dal 2/1 al 31/1)
| Acquisti | Acquisti            | Acquisti       | Acquisti      |
| R.       | Nome                | da             | Modalità      |
| -------- | ------------------- | -------------- | ------------- |
| P        | Alessio Abibi       | Avellino       | definitivo    |
| P        | Alessandro D'Andrea | Fidelis Andria | fine prestito |
| D        | Andrea Badan        | Verona         | prestito      |
| D        | Niccolò Ricchi      | Empoli         | prestito      |
| A        | Valentino Cernaz    |                | svincolato    |
| A        | Christian Cesaretti | Gubbio         | definitivo    |
| A        | Gianluigi Chiacchio | Casertana      | definitivo    |

| Cessioni | Cessioni              | Cessioni    | Cessioni      |
| R.       | Nome                  | a           | Modalità      |
| -------- | --------------------- | ----------- | ------------- |
| D        | Luigi D'Ignazio       | Napoli      | fine prestito |
| C        | Gianmaria Guadagno    | Sangiustese | prestito      |
| A        | Badr El Ouazni        |             | svincolato    |
| A        | Salvatore Sandomenico | Avellino    | prestito      |

## Risultati

### Serie C

#### Girone di andata
| Arbitro: | Zucchetti (Foligno) |

|            |           |              |
| Matino 84’ | Marcatori | 39’ Vanacore |

| Arbitro: | Tremolada (Monza) |

|                                                                     |           |                       |
| Corazza 20’ Bisogno 39’ (aut.) Reginaldo 40’ Sounas 72’ Bellomo 87’ | Marcatori | 43’ (rig.) Di Roberto |

| Arbitro: | Saia (Palermo) |

|                  |           |              |
| Di Roberto 90+1’ | Marcatori | 35’ Malberti |

| Arbitro: | Petrella (Viterbo) |

|                          |           |  |
| Magnaghi 28’ Bombagi 81’ | Marcatori |  |

| Arbitro: | Ricci (Firenze) |

|               |           |  |
| Germinale 59’ | Marcatori |  |

| Arbitro: | Maggio (Lodi) |

|                                             |           |  |
| Lodi 19’, 90+6’ Di Piazza 45+1’ Curiale 89’ | Marcatori |  |

| Arbitro: | F. Longo (Paola) |

|                            |           |  |
| Russotto 52’ Addessi 90+3’ | Marcatori |  |

| Arbitro: | Angelucci (Foligno) |

|                                                    |           |  |
| Di Cesare 18’ Antenucci 28’ Costa 60’ Sabbione 67’ | Marcatori |  |

| Arbitro: | Collu (Cagliari) |

|  |           |               |
|  | Marcatori | 81’ Germinale |

| Castellammare di Stabia 20 ottobre 2019, ore 17:30 CEST 10ª giornata | Cavese              | 0 – 0 referto | Casertana | Stadio Romeo Menti (1 740 spett.)\| Arbitro: \| Maranesi (Ciampino) \| |
| Arbitro:                                                             | Maranesi (Ciampino) |               |           |                                                                        |

| Potenza 23 ottobre 2019, ore 18:30 CEST 11ª giornata | Potenza        | 0 – 0 referto | Cavese | Stadio Alfredo Viviani (4 130 spett.)\| Arbitro: \| Cudini (Fermo) \| |
| Arbitro:                                             | Cudini (Fermo) |               |        |                                                                       |

| Arbitro: | Delrio (Reggio nell'Emilia) |

|  |           |                            |
|  | Marcatori | 16’ De Paoli 51’ Aquilanti |

| Arbitro: | Kumara (Verona) |

|                                             |           |              |
| Grillo 22’ Lescano 37’ (rig.) Sicurella 59’ | Marcatori | 66’ Russotto |

| Arbitro: | Perenzoni (Rovereto) |

|                                   |           |                                |
| Russotto 50’ Germinale 70’ (rig.) | Marcatori | 42’ Nicastro 90+3’ Fischnaller |

| Arbitro: | Natilla (Molfetta) |

|  |           |              |
|  | Marcatori | 79’ Russotto |

| Arbitro: | Feliciani (Teramo) |

|             |           |  |
| Spaltro 38’ | Marcatori |  |

| Arbitro: | Bordin (Bassano del Grappa) |

|                          |           |                                 |
| Germinale 25’ Matino 72’ | Marcatori | 69’ A. Gatto 74’ (rig.) Letizia |

| Arbitro: | Di Graci (Como) |

|                |           |  |
| Puntoriere 42’ | Marcatori |  |

| Arbitro: | Vigile (Cosenza) |

|                |           |                      |
| Sainz-Maza 45’ | Marcatori | 30’ (aut.) Marzorati |

#### Girone di ritorno
| Arbitro: | Luciani (Roma) |

|                                              |           |              |
| Zaffagnini 26’ Pitarresi 67’ Santaniello 74’ | Marcatori | 48’ Russotto |

| Arbitro: | Cudini (Fermo) |

|                                              |           |  |
| Matera 11’ Di Roberto 52’ (rig.) Spaltro 57’ | Marcatori |  |

| Arbitro: | Petrella (Viterbo) |

|  |           |             |
|  | Marcatori | 72’ Spaltro |

| Arbitro: | Maggio (Lodi) |

|            |           |  |
| Matino 57’ | Marcatori |  |

| Pagani 1º febbraio 2020, ore 20:45 CET 24ª giornata | Paganese        | 0 – 0 referto | Cavese | Stadio Marcello Torre (1 000 spett.)\| Arbitro: \| Centi (Viterbo) \| |
| Arbitro:                                            | Centi (Viterbo) |               |        |                                                                       |

| Arbitro: | F. Longo (Paola) |

|  |           |                      |
|  | Marcatori | 44’ (rig.) Mazzarani |

| Avellino 16 febbraio 2020, ore 17:30 CET 26ª giornata | Avellino           | 0 – 0 referto | Cavese | Stadio Partenio-Adriano Lombardi (3 000 spett.)\| Arbitro: \| Marcenaro (Genova) \| |
| Arbitro:                                              | Marcenaro (Genova) |               |        |                                                                                     |

| Arbitro: | Gualtieri (Asti) |

|                |           |                 |
| Sainz-Maza 54’ | Marcatori | 45+1’ Antenucci |

| Arbitro: | Marchetti (Ostia) |

|                             |           |             |
| Germinale 30’, 90+5’ (rig.) | Marcatori | 18’ Rossini |

| Arbitro: | Colombo (Como) |

|                  |           |  |
| Starita 49’, 60’ | Marcatori |  |

| Castellammare di Stabia 9 marzo 2020, ore 17:30 CET 30ª giornata | Cavese               | 0 – 0 referto | Potenza | Stadio Romeo Menti (0 spett.)\| Arbitro: \| Meraviglia (Pistoia) \| |
| Arbitro:                                                         | Meraviglia (Pistoia) |               |         |                                                                     |

| Rieti 15 marzo 2020 31ª giornata | Rieti | – Campionato sospeso per pandemia da Covid-19. | Cavese | Stadio Centro d'Italia-Manlio Scopigno |

| Castellammare di Stabia 22 marzo 2020 32ª giornata | Cavese | – (annullata) | Sicula Leonzio | Stadio Romeo Menti |

| Catanzaro 25 marzo 2020 33ª giornata | Catanzaro | – (annullata) | Cavese | Stadio Nicola Ceravolo |

| Castellammare di Stabia 29 marzo 2020 34ª giornata | Cavese | – (annullata) | Viterbese Castrense | Stadio Romeo Menti |

| Monopoli 5 aprile 2020 35ª giornata | Monopoli | – (annullata) | Cavese | Stadio Vito Simone Veneziani |

| Bisceglie 11 aprile 2020 36ª giornata | Bisceglie | – (annullata) | Cavese | Stadio Gustavo Ventura |

| Castellammare di Stabia 19 aprile 2020 37ª giornata | Cavese | – (annullata) | Virtus Francavilla | Stadio Romeo Menti |

| Terni 26 aprile 2020 38ª giornata | Ternana | – (annullata) | Cavese | Stadio Libero Liberati |

### Coppa Italia
| Arbitro: | Perenzoni (Rovereto) |

|                                                |           |               |
| Costantino 8’ Granoche 17’ (rig.) Ferretti 86’ | Marcatori | 43’ El Ouazni |

### Coppa Italia Serie C
| Arbitro: | Garofalo (Torre del Greco) |

|                            |           |               |
| Alfageme 45’ Micovschi 84’ | Marcatori | 17’ El Ouazni |

## Statistiche

### Statistiche di squadra
- {\displaystyle PT} è il punteggio totale accumulato in classifica fino al momento della sospensione definitiva;
- {\displaystyle MPc} è la media punti realizzati nelle gare disputate in casa fino al momento della sospensione definitiva;
- {\displaystyle NPc} è il numero di partite rimanenti da giocare in casa secondo il calendario ordinario;
- {\displaystyle MPt} è la media punti realizzati nelle gare disputate in trasferta fino al momento della sospensione definitiva;
- {\displaystyle NPt} è il numero di partite rimanenti da giocare in trasferta secondo il calendario ordinario.

| Competizione         | PF     | Punti | In casa | In casa | In casa | In casa | In casa | In casa | In trasferta | In trasferta | In trasferta | In trasferta | In trasferta | In trasferta | Totale | Totale | Totale | Totale | Totale | Totale | D.R. |
| Competizione         | PF     | Punti | G       | V       | N       | P       | Gf      | Gs      | G            | V            | N            | P            | Gf           | Gs           | G      | V      | N      | P      | Gf     | Gs     | D.R. |
| -------------------- | ------ | ----- | ------- | ------- | ------- | ------- | ------- | ------- | ------------ | ------------ | ------------ | ------------ | ------------ | ------------ | ------ | ------ | ------ | ------ | ------ | ------ | ---- |
| Serie C              | 47,161 | 38    | 16      | 6       | 8       | 2       | 18      | 12      | 14           | 3            | 3            | 8            | 6            | 24           | 30     | 9      | 11     | 10     | 24     | 36     | -12  |
| Coppa Italia         | -      | -     | 0       | 0       | 0       | 0       | 0       | 0       | 1            | 0            | 0            | 1            | 1            | 3            | 1      | 0      | 0      | 1      | 1      | 3      | -2   |
| Coppa Italia Serie C | -      | -     | 0       | 0       | 0       | 0       | 0       | 0       | 1            | 0            | 0            | 1            | 1            | 2            | 1      | 0      | 0      | 1      | 1      | 2      | -1   |
| Totale               | 47,161 | 38    | 16      | 6       | 8       | 2       | 18      | 12      | 16           | 3            | 3            | 10           | 8            | 29           | 32     | 9      | 11     | 12     | 26     | 41     | -15  |

### Andamento in campionato
| Giornata  | 1 | 2  | 3  | 4  | 5  | 6  | 7  | 8  | 9  | 10 | 11 | 12 | 13 | 14 | 15 | 16 | 17 | 18 | 19 | 20 | 21 | 22 | 23 | 24 | 25 | 26 | 27 | 28 | 29 | 30 | 31 | 32 | 33 | 34 | 35 | 36 | 37 | 38 |
| --------- | - | -- | -- | -- | -- | -- | -- | -- | -- | -- | -- | -- | -- | -- | -- | -- | -- | -- | -- | -- | -- | -- | -- | -- | -- | -- | -- | -- | -- | -- | -- | -- | -- | -- | -- | -- | -- | -- |
| Luogo     | C | T  | C  | T  | C  | T  | C  | T  | T  | C  | T  | C  | T  | C  | T  | C  | C  | T  | C  | T  | C  | T  | C  | T  | C  | T  | C  | C  | T  | C  | T  | C  | T  | C  | T  | T  | C  | T  |
| Risultato | N | P  | N  | P  | V  | P  | V  | P  | V  | N  | N  | P  | P  | N  | V  | V  | N  | P  | N  | P  | V  | V  | V  | N  | P  | N  | N  | V  | P  | N  | –  | –  | –  | –  | –  | –  | –  | –  |
| Posizione | 9 | 15 | 15 | 17 | 14 | 17 | 14 | 17 | 13 | 14 | 15 | 16 | 16 | 15 | 13 | 12 | 12 | 15 | 15 | 12 | 14 | 11 | 10 | 10 | 10 | 12 | 12 | 12 | 13 | 13 | –  | –  | –  | –  | –  | –  | –  | –  |

Legenda:

Luogo: C = Casa; T = Trasferta. Risultato: V = Vittoria; N = Pareggio; P = Sconfitta.